# Закшувек-Кольонія
Закшувек-Кольонія (пол. Zakrzówek-Kolonia) — село в Польщі, у гміні Казанув Зволенського повіту Мазовецького воєводства.
Населення — 240 осіб (2011).
У 1975-1998 роках село належало до Радомського воєводства.

## Демографія
Демографічна структура станом на 31 березня 2011 року:
|          | Загалом | Допрацездатний вік | Працездатний вік | Постпрацездатний вік |
| -------- | ------- | ------------------ | ---------------- | -------------------- |
| Чоловіки | 124     | 31                 | 79               | 14                   |
| Жінки    | 116     | 31                 | 63               | 22                   |
| Разом    | 240     | 62                 | 142              | 36                   |